# Języki keczua
Języki keczua (keczuańskie, kiczuańskie) (oryg. runa simi, czyli „język ludowy”) – duża autochtoniczna rodzina językowa Ameryki Południowej złożona z 44 etnolektów, używana przez indiańskie plemiona Keczua zamieszkujące głównie krainę Andów na obszarach Peru, Boliwii i Ekwadoru. 

## Klasyfikacja
- Języki keczua środkowe
  - Język keczua pakaraoski
  - Języki ap-am-ah
    - Języki alto huallaga
      - Język keczua huallaga

    - Języki alto marañón
      - Język keczua panaoski

    - Języki alto pativilca
      - Język keczua ambo-pasco
      - Język ankaski (keczua huamalíes-dos de Mayo Huánuco)
      - Język keczua wanuku (margos-yarowilca-lauricocha)

  - Języki wankayskie
    - Język keczua cajatambo (północnolimski)
    - Język keczua chaupihuaranga
    - Język keczua chincha
    - Język keczua huaylla wanca
    - Język keczua jauja wanca
    - Język keczua junín (północnojunínski)
    - Język keczua pasco z Santa Ana de Tusi
    - Język keczua yauyos

  - Języki waylayskie
    - Język keczua chiquián
    - Język keczua huaylas ankaski
    - Języki konczukuskie
      - Język keczua corongo ankaski
      - Język keczua północny conchucos
      - Język keczua południowy conchucos
- Języki keczua obwodowe
  - Języki czinczajskie
    - Języki północnoczinczajskie
      - Język inga
      - Język ingano
      - Język keczua amazoński (chachapoyas)
      - Język keczua z San Martín (lamas)
      - Język inka (inca, keczua południowopastaski)
      - Język kiczua z Wyżyny Calderónu
      - Język kiczua z Wyżyny Cañaru
      - Język kiczua z Wyżyny Chimborazo
      - Język kiczua z Wyżyny Imbabury
      - Język kiczua z Wyżyny Lojy
      - Język kiczua z Niziny Teny
      - Język napo (kiczo)
      - Język alama (północnopastaski)
      - Język kiczua z Wyżyny Salasaca

    - Języki południowoczinczajskie
      - Język keczua północnoboliwijski (apolo)
      - Język keczua południowoboliwijski
      - Język kiczua z Santiago del Estero
      - Języki keczua południowoperuwiańskie
        - Język keczua arequipa
        - Język keczua ayacucho
        - Język cuzc (cuzco, keczua cusco)
        - Język keczua wschodni apurímac
        - Język keczua puno (collao)

  - Języki jungajskie
    - Grupa północna
      - Język keczua cajamarca
      - Języki keczua lambayeque (cañaris)